# Office Kitano
Office Kitano (株式会社オフィス北野, Kabushiki-Gaisha Ofisu Kitano) és una societat japonesa de producció de pel·lícules fundada i dirigida pel director japonès Takeshi Kitano. El logo de la companyia apareix al començament de la pel·lícula acompanyada per una música del compositor Joe Hisaishi.
L'any 2000 van crear el festival Tokyo Filmex.

## Filmografia

### Productora
- Shan he gu ren (2015)
- Ryûzô to 7 nin no kobun tachi (2015)
- Ten no Chasuke (2015)
- Beat Takeshi No Ana Yuki No Okage De Ore No Eiga Ga Okurechattazo TV (2014) (TV)
- Sharing (2014/I)
- Kizzu ritân: Saikai no toki (2013)
- Tian zhu ding (2013)
- Sakura namiki no mankai no shita ni (2012)
- "Nichiyô golden de nani yattenda TV: Episode #1.1" (2012)
- Outrage 2 (2012)
- Outrage (2010)
- Akiresu to kame (2008)
- Er shi si cheng ji (2008)
- Glory to the filmmaker! (2007)
- Behind the Scenes of 'Big River' (2006) (V)
- Big River (2005)
- Takeshis' (2005)
- Shichinin no tomurai (2005)
- Shijie (2004)
- Izo (2004)
- Zatoichi (2003)
- Asakusa Kid (2002)
- Dolls - Marionetas (2002)
- Ren xiao yao (2002)
- Chicken Heart (2002)
- Delbaran (2001)
- Brother (2000/I)
- Zhantai (2000)
- Scenes by the Sea: Takeshi Kitano (2000) (TV)
- L'estiu d'en Kikujiro (1999)
- "Cinéma, de notre temps: Takeshi Kitano, l'imprévisible" (1999)
- Hana-bi (1997)
- Kizzu ritân (1996)
- Minnâ-yatteruka! (1994)
- Ano natsu, ichiban shizukana umi (1991)
- "Super Jockey" (1983) ... (1989-)

### Distribució
- Ryûzô to 7 nin no kobun tachi (2015) Japó, cinemes
- Ten no Chasuke (2015) Japó, cinemes
- Tian zhu ding (2013) (2014) Japó, cinemes
- Er shi si cheng ji (2008) (2009) Japó, cinemes
- Glory to the filmmaker! (2007) Japó, cinemes
- Big River (2005) Mundial, tots els mitjans
- Takeshis' (2005) (2005) Japó, cinemes
- Shichinin no tomurai (2005) Japó, cinemes
- Shijie (2004) (2005) Japó, cinemes
- Zatoichi (2003) Japó
- Ren xiao yao (2002)
- Brother (2000/I) Japó i SudEst asiàtic
- Karaoke (1999/III)